# Eloquence Entertainment
Eloquence Entertainment és un estudi indie de Madrid, Espanya. La desenvolupadora, fundada en 2017, es troba treballant en diversos videojocs per a Steam i que arribaran a PC, Mac i Linux. El 25 de gener de 2018 van llançar Criminal Bundle, un joc de trets en primera persona amb estètica low poly. El títol ha rebut crítiques majorment positives. El 23 de maig, l'estudi va llançar l'Alpha de Die pig die Battle Royale, encara que no va tenir molt d'èxit, amb la majoria de puntuacions negatives. Posteriorment van canviar el nom a DPD Zombieland per a tractar d'obrir un altre vessant al joc, però el projecte està actualment detingut. Es troba en Steam en early access.

## Jocs
- Die pig die Battle Royale (2018) llançat el 23 de maig de 2018 a través de Steam[3] per a PC, Mac i Linux. Actualment en early access i gratuït a través de Steam.
- Criminal Bundle (2018) llançat a la venda el 25 de gener[4] a través de Steam[5] per a PC, Mac i Linux.
- Age of Seas (2018) llançament previst per a 2018[6] a través de Steam[7] per a PC, Mac i Linux. Actualment retirat i el projecte detingut.